# Svend Hornsyld
Svend Aage Hornsyld (født 29. oktober 1895 i Helligkors Sogn i København, død 7. januar 1961 på Frederiksberg Hospital) var direktør for A/S Schouw & Co Papirvarefabrik 1927-1961. Ridder af Dannebrog.
Svend Hornsyld blev født Griffenfeldsgade 47, 2, Nørrebro som søn af bogholder Hans Karl Markus Hornsyld (død 1927) og hustru Eva Maria Danielsdatter (død 1942).
Svend Hornsyld blev begravet fra Mariendal Kirke 14. januar 1961 og ligger på Vestre Kirkegård (København). Ved sin død havde han bopæl C.F. Richs Vej 9, Frederiksberg, hvor han boede sammen med sin mor indtil hendes død i 1942. Slægten stammede fra Hornsyld ved Horsens og havde skiftet navn fra Hansen.
Efter skolegang på Slomanns Latin- og Realskole studerede Hornsyld bog- og stentryk i Danmark og Sverige, men afsluttede ikke, idet han som 20-årig i 1915 blev ansat i Schouw & Co, hvor hans far Hans Hornsyld var bogholder og prokurist og fra Victor Schouws død i 1916 administrerende direktør; og ved faderens død i 1927 overtog Svend Hornsyld direktørposten.
Svend Hornsyld havde været forlovet med en pige fra kontoret, men forholdet gled ud, og han boede sammen med sin mor, der holdt ham i ørerne, først på H.C. Ørsteds Vej og derefter på C.F. Richs Vej.
Sv. Hornsyld var formand for Foreningen af Arbejdsgivere indenfor Papirvareindustrien og medlem af bestyrelsen for Dansk Papirhandlerforening.
I lighed med faderen var Svend Hornsyld engageret i spejderbevægelsen og var formand for FDF, Frederiksberg 5. kreds. De modtager årligt et pænt afkast af aktier i Schouw & Co testamenteret af Hornsyld.
Endvidere var han formand for Mariendals Sogns menighedsråd. Sognets menighedspleje modtager årligt flere millioner kroner i aktieudbytte fra Schouw & Co, hvoraf der ydes store tilskud til arrangementer for menigheden i Mariendal Kirke.